# مقاطعة ويلكس (جورجيا)
مقاطعة ويلكس (بالإنجليزية: Wilkes County)‏ هي إحدى المقاطعات في ولاية جورجيا في الولايات المتحدة الأمريكية.

## أعلام
- جون أرشيبالد كامبل
- جورج تاونز
- بنجامين تاليافيرو
- بيل كوبر